# Aartsbisdom Cagayan de Oro
Het aartsbisdom Cagayan de Oro (Latijn: Archidioecesis Cagayana) is een rooms-katholiek aartsbisdom met als zetel Cagayan de Oro, hoofdstad van de provincie Misamis Oriental en de regio Northern Mindanao, op de Filipijnen. De aartsbisschop van Cagayan de Oro is metropoliet van de kerkprovincie Cagayan de Oro, waartoe ook de suffragane bisdommen Butuan, Malaybalay, Prosperidad, Surigao en Tandag behoren.

## Geschiedenis
Het aartsbisdom werd opgericht op 20 januari 1933, als het bisdom Cagayan de Oro, uit delen van het bisdom Zamboanga, en was suffragaan aan het aartsbisdom Manilla. Op 28 april 1934 veranderde het van kerkprovincie en werd suffragaan aan het nieuw verheven aartsbisdom Cebu. Op 29 juni 1951 werd het verheven tot metropolitaan aartsbisdom.
Het verloor meermaals gebied bij de oprichting van het bisdom Surigao (1939) en de territoriale prelaturen Ozamiz (1951) en Malaybalay (1969). 

## Parochies
Het aartsbisdom had in 2023 een oppervlakte van 3.799 km2 en telde 1.799.450 inwoners waarvan 80,2% rooms-katholiek was.

## Aartsbisschoppen
- James Thomas Gibbons Hayes (bisschop: 16 maart 1933, aartsbisschop: 29 juni 1951 - 13 oktober 1970)
  - Teofilo Camomot Bastida (coadjutor: 10 juni 1958 - 17 juni  1970)
- Patrick Henry Cronin (13 oktober 1970 - 5 januari 1988)
  - Ireneo Alisla Amantillo (hulpbisschop: 2 januari 1976 - 6 september 1978)
  - Jesus Armamento Dosado (hulpbisschop: 4 juni 1979 - 29 juli 1981)
  - Christian Vicente Fernandez Noel (hulpbisschop: 1 oktober 1981 - 6 september 1986)
- Jesus Balaso Tuquib (5 januari 1988 - 4 maart 2006; coadjutor sinds 31 maart 1984)
- Antonio Javellana Ledesma (4 maart 2006 - 23 juni 2020)
- José Araneta Cabantan (23 juni 2020 - heden)

## Galerij van afbeeldingen

Wapen van het aartsbisdom
Voormalig wapen van het aartsbisdom (1988-2020)
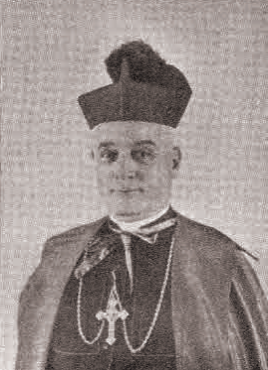
Aartsbisschop James Thomas Gibbons Hayes (1933-1970), zowel de eerste bisschop als de eerste aartsbisschop

Cagayan de Oro (aartsbisdom) · Butuan · Malaybalay · Prosperidad · Surigao · Tandag